# Vaux-sur-Seulles
Vaux-sur-Seulles es una comuna francesa situada en el departamento de Calvados, en la región de Normandía.

## Demografía
| 281 | 230 | 248 | 286 | 332 | 322 | 312 |
| Para los censos de 1962 a 1999 la población legal corresponde a la población sin duplicidades (Fuente: INSEE [Consultar]) |     |     |     |     |     |     |